# Sanne Grangaard
Sanne Grangaard (født 28. juli 1961) er en dansk skuespiller.
Grangaard er uddannet fra Statens Teaterskole i 1987.

## Filmografi
- Skyggen af Emma (1988)
- Sofie (1992)
- To mand i en sofa (1994)
- Klinkevals (1999)
- Juliane (2000)

### Tv-serier
- TAXA (1997-1999)
- Ved stillebækken (1999-1999)